# Grivice
Grivice – wieś w Bośni i Hercegowinie, w Federacji Bośni i Hercegowiny, w kantonie tuzlańskim, w gminie Banovići. W 2013 roku liczyła 2395 mieszkańców, z czego większość stanowili Boszniacy.